# Prefix (wegnummer)
Een prefix is de letter waarmee een wegnummer begint. Voorbeelden zijn 'A' in A2 en de 'E' in E40. Een prefix kan voor verschillende doeleinden worden gebruikt. Zo wordt in Nederland door een prefix onderscheid gemaakt tussen verschillende wegtypen: autosnelwegen krijgen een 'A' en niet-autosnelwegen een 'N'.
In Frankrijk wordt onderscheid gemaakt tussen wegbeheerders: de nationale wegen krijgen een 'N' en de departementale wegen een 'D'. Daarnaast krijgen de autosnelwegen, die van de nationale overheid of een concessiehouder kunnen zijn, een 'A'. Dit systeem is in Spanje verder doorgevoerd, zodat elke regio of provincie een eigen prefix heeft. De B-30 ligt in Barcelona en de LZ-201 op Lanzarote.
Er zijn verschillende redenen om een bepaalde letter te kiezen als prefix. In landen als het Verenigd Koninkrijk werkt men met een systeem van A-, B-, C- en D-wegen. De A-wegen zijn de belangrijkste, en de D-wegen zijn het minst belangrijk. Dit systeem komt ook voor in Tsjechië, Slowakije en Bulgarije waar in de schrijftaal de Romeinse cijfers I en II worden gebruikt om aan te geven of een weg van de eerste of tweede klasse is.
Daarnaast kan een prefix ook een afkorting zijn van het wegtype. De A staat dan bijvoorbeeld voor autosnelweg, de N voor nationale weg of niet-autosnelweg en de E voor Europese weg.

## Gebruik
Prefixen worden vaak gebruikt op de bewegwijzering, maar het kan ook voorkomen dat een wegnummer alleen in de schrijftaal voorkomt. Voorbeelden zijn Duitsland waar de A5 of BAB 5 op de bewegwijzering als '5' verschijnt en de B317 als '317'. Ook in de Verenigde Staten wordt in de schrijftaal vaak het prefix 'I' gebruikt voor interstate highways, maar deze komt niet voor op de bewegwijzering.
Er zijn ook landen die geen prefixen gebruiken. Voorbeelden zijn Denemarken, Estland en Zweden.

Een wegnummer met prefix
Een wegnummer zonder prefix